# علف پابلند
علف پابلند (نام علمی: Syringodium) نام یک سرده از تیره گاودریایی‌علفان است.